# François Cérésa
Pour les articles homonymes, voir Ceresa.
François Cérésa, né à Cannes le 26 juin 1953, est un journaliste littéraire et écrivain français qui collabore au Nouvel Observateur et au Figaro.

## Biographie

### Études
Il est tour à tour maçon, peintre, menuisier, livreur, chauffeur de maître, écrivain, démarcheur, cover boy, étudiant en médecine, titulaire d’un DEUG de philosophie en cours du soir, assistant sur des plateaux de cinéma, étudiant en art dramatique au cours Simon, militaire.

### Fonctions journalistiques
Il débute comme journaliste au Quotidien de Paris. 
En juillet 1978, il entre au Nouvel Observateur où il s’occupe du guide « Rendez-vous de L’Obs » aux côtés de Walter Lewino. Il devient rédacteur en chef du Nouvel Observateur. Il crée l'Obs de Paris, et cofonde Télé-Obs.
Amoureux des bons restaurants, de bons vins, il est critique gastronomique sous le nom de Jules Magret, puis chronique télé, littéraire et sportif au Figaro, au Figaro Madame et à Paris Match.
Il est directeur du mensuel littéraire Service littéraire.
Il est membre du jury du prix des Hussards, créé par Christian Millau.
En 2021, il reçoit le prix Michel-Déon pour l'ensemble de son œuvre.

### Romancier
Il est l'auteur d'une vingtaine de romans, dont La Vénus aux fleurs, prix Paul-Léautaud, La Femme aux cheveux rouges, prix Jean Freustié et prix Exbrayat, Les Amis de Céleste, prix Joseph Delteil, Cosette et Marius, Le Roman de la Bourgogne, dans la collection de Vladimir Fedorovski, puis Les Moustaches de Staline, prix Cabourg du roman.
En 1975, il publie La Fête océane aux Éditions Saint-Germain-des-Prés.
En septembre 2016, il publie un roman sur son père, Poupe, dans lequel il exprime l'admiration qu'il ressentait pour celui-ci.

### Le procès des descendants de Victor Hugo
Des descendants de Victor Hugo, notamment Pierre Hugo, l’arrière-arrière-petit-fils de l'écrivain, ont engagé une action en justice contre François Cérésa pour ses deux livres Cosette, ou le temps des illusions et Marius ou le fugitif, édités par Plon au début des années 2000. Ces romans donnent une suite à l'œuvre, essentiellement fondée sur ses adaptations télévisuelles. Il s'agissait donc de dénoncer ce qui semblait une trahison du chef-d'œuvre littéraire de Victor Hugo sur certains points du récit original. Il convient de préciser que l'ouvrage en question était une commande de l'éditeur Plon, qui voulait profiter de la notoriété de l'ouvrage initial de l'auteur des Misérables, et non pas une initiative personnelle de François Céresa,. Le droit moral est invoqué par les descendants de Victor Hugo mais c'est le droit d'adaptation d'une oeuvre qui, après sept ans de procès, l'emporte.

## Ouvrages
- Le Cimetière des grands enfants, J.-C. Lattès, 1983.
- L'Arlequin des jours meilleurs, J.-C. Lattès, 1984.
- Le Carnaval des Grenouilles, R. Laffont, 1989.
- La Vénus aux Fleurs, R. Laffont 1990.
- Le Guerrier de cristal, R. Laffont.
- La Femme aux cheveux rouges, Julliard.
- Mykérinos 75013, Denoël.
- Les Amis de Céleste, Denoël.
- Les Trois hussards, Plon.
- Les Misérables.
  - Cosette ou le temps des illusions, Plon.
  - Marius ou le fugitif, Plon.
- Moume, Éd. du Rocher.
- Tant qu'il y aura du Rhum, Grasset.
- Les Enfants de la Révolution.
  - T.1 Fière Éléonore, Plon, 2004.
  - T.2 La comtesse blessée, Plon, 2004.
- Le Roman de la Bourgogne, Éd. du Rocher 2007.
- Les Moustaches de Staline, Fayard, 2008.
- La Terrible vengeance du chevalier d'Anzy, Plon, 2008.
- Les Vampires du Brionnais, ill. de Olivier Villoingt, Éd. Éveil et découvertes, 2010.
- Le Petit roman de la gastronomie, Éd. du Rocher 2010.
- Antonello Léonard de Vinci et moi, Plon, 2011.
- Sugar puffs, Fayard, 2011.
- Le lys blanc, L'Archipel, 2015.
- Poupe, Éd. du Rocher, 2016 - Prix Louis-Barthou de l’Académie française en 2017.
- La montre d'Errol Flynn, Écriture, 2019.
- À un détail près, Écriture, 2021.
- L'oiseau qui avait le vertige, L'Archipel, 2022.
- Dictionnaire égoïste du panache français, Paris, Le Cherche midi, 400 p., 2023  (ISBN 978-2749175546).
- Total Western, Séguier, 2024.

## Prix et distinctions
- 2021 : Grand prix Michel-Déon de l'Académie française[7]